# Phrynobatrachus accraensis
Phrynobatrachus accraensis é uma espécie de anfíbio da família Petropedetidae.
Pode ser encontrada nos seguintes países: Burkina Faso, Camarões, Costa do Marfim, Gâmbia, Gana, Guiné, Libéria, Mali, Nigéria, Senegal, Serra Leoa, Togo, e possivelmente Benin, Guiné-Bissau e Níger.
Os seus habitats naturais são: florestas subtropicais ou tropicais húmidas de baixa altitude, savanas áridas, savanas húmidas, matagal árido tropical ou subtropical, matagal húmido tropical ou subtropical, campos de gramíneas subtropicais ou tropicais secos de baixa altitude, campos de gramíneas de baixa altitude subtropicais ou tropicais sazonalmente húmidos ou inundados, marismas intermitentes de água doce, terras aráveis, pastagens, jardins rurais, florestas secundárias altamente degradadas, lagoas, canais e valas.